# 亨丽埃特·亨里克森
亨丽埃特·亨里克森（挪威語：Henriette Henriksen，1970年6月12日—），生于斯塔万格，挪威女子手球运动员。她曾代表挪威国家队参加1992年夏季奥林匹克运动会手球比赛，获得一枚银牌。